# Robotnik Polski
Robotnik Polski (« Le Travailleur polonais » en polonais) est un journal hebdomadaire français de langue polonaise — ensuite devenu quotidien — fondé vers 1923 par la CGTU à destination des nombreux mineurs polonais qui étaient venus s'installer dans le bassin minier du Nord-Pas-de-Calais, en France, dans l'entre-deux-guerres, parmi lesquels les « mineurs westphaliens » — des émigrés de Pologne qui s’étaient installés en Westphalie, dans le bassin minier de la Ruhr (Allemagne).
Le journal disparaît en 1938.

## Histoire
Le journal est édité par les syndicalistes polonais de la CGTU, tels Thomas Olszanski, qui sera expulsé de France en 1934. 
Du fait qu'il est souvent confisqué par les autorités, le journal est publié sous des noms différents, tels que Glos Pracy (« La Voix du Travail »). 
L'autre branche du mouvement syndical, la CGT, opère une riposte en faisant sortir le 26 janvier 1924 le premier numéro de Prawo Ludu, autre journal en polonais. 
À partir de 1936, le titre Robotnik Polski passe du statut d'hebdomadaire à celui de quotidien, rythme qu'il maintient pendant deux ans, jusqu'à la veille de la Seconde Guerre mondiale. Son nom était alors Dziennik Ludowy.